# Psalmus Hungaricus

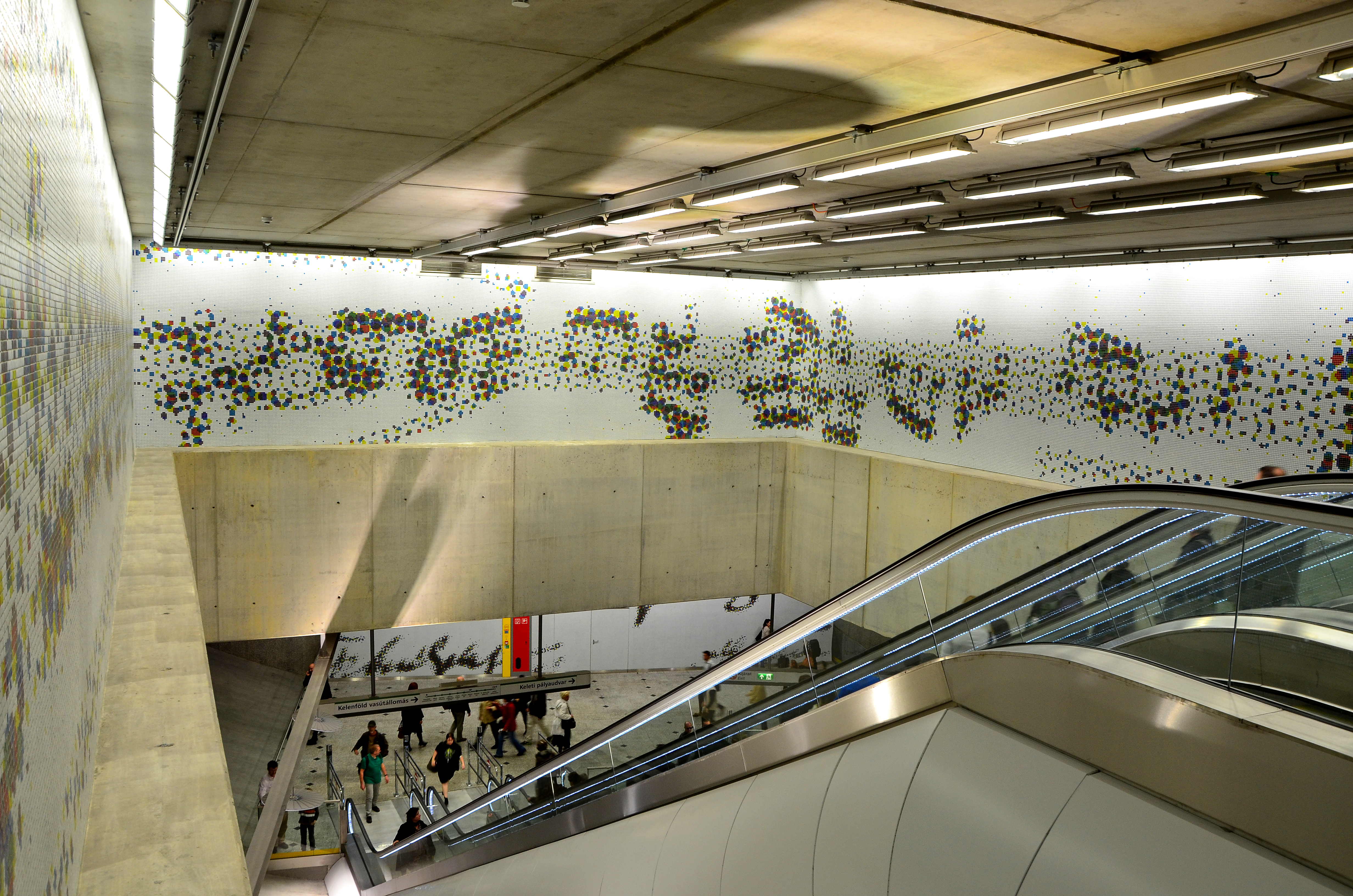
Une mosaïque représentant un extrait de la partition de Psalmus Hungaricus à la station Kálvin tér de la ligne de métro M4 (Budapest)

Le Psalmus Hungaricus (en français : Psaume hongrois) op. 13 de Zoltán Kodály est une œuvre pour ténor, chœur et orchestre composée en 1923.
Le Psalmus fut commandé pour célébrer le cinquantième anniversaire de l'unification de Buda et Pest, et fut créé en novembre 1923, avec la Suite de danses de Béla Bartók, tous deux dirigés par Ernő Dohnányi.
Le texte repose sur la glose du Psaume 55 (Miserere mei, Deus, quoniam... : « Aie pitié de moi, mon Dieu, car des hommes me harcèlent ; tout le jour ils me font la guerre, ils me tourmentent... ») par Mihály Kecskeméti Vég (hu) au XVIe siècle. Ce texte renferme des passages désespérés et un appel à Dieu, que les spécialistes renvoient à la situation politique de la Hongrie après la Première Guerre mondiale, ou aux persécutions politiques que Zoltán Kodály eut à subir peu avant.
C'est l'une des œuvres les plus jouées et enregistrées de Kodály.

## Discographie
- Ernst Haefliger et l'orchestre symphonique de la radio de Berlin dirigé par Ferenc Fricsay en 1959 (Deutsche Grammophon) (en allemand).
- Raymond Nilsson et l'orchestre philharmonique de Londres dirigé par János Ferencsik (Everest).
- Róbert Ilosfalvy (en), le Chœur Académique Russe et l'Orchestre symphonique d'État de l'URSS dirigés par Igor Markevitch en 1964 (Philips).
- József Simándy, le chœur de Budapest, le chœur de la radio et de la télévision hongroises et l'orchestre de l'état hongrois dirigés par Antal Doráti en 1968 (Hungaroton).
- Lajos Kozma, le chœur du Festival de Brighton, le chœur d'enfants de Wandsworth et l'orchestre symphonique de Londres dirigés par István Kertész en 1970 (Decca).